# Stefan Skroczyński
Stefan Skroczyński ps. Bebi (ur. 1 stycznia 1922 w Warszawie, zm. 1 stycznia 1944 tamże) – polski Sprawiedliwy wśród Narodów Świata.

## Życiorys

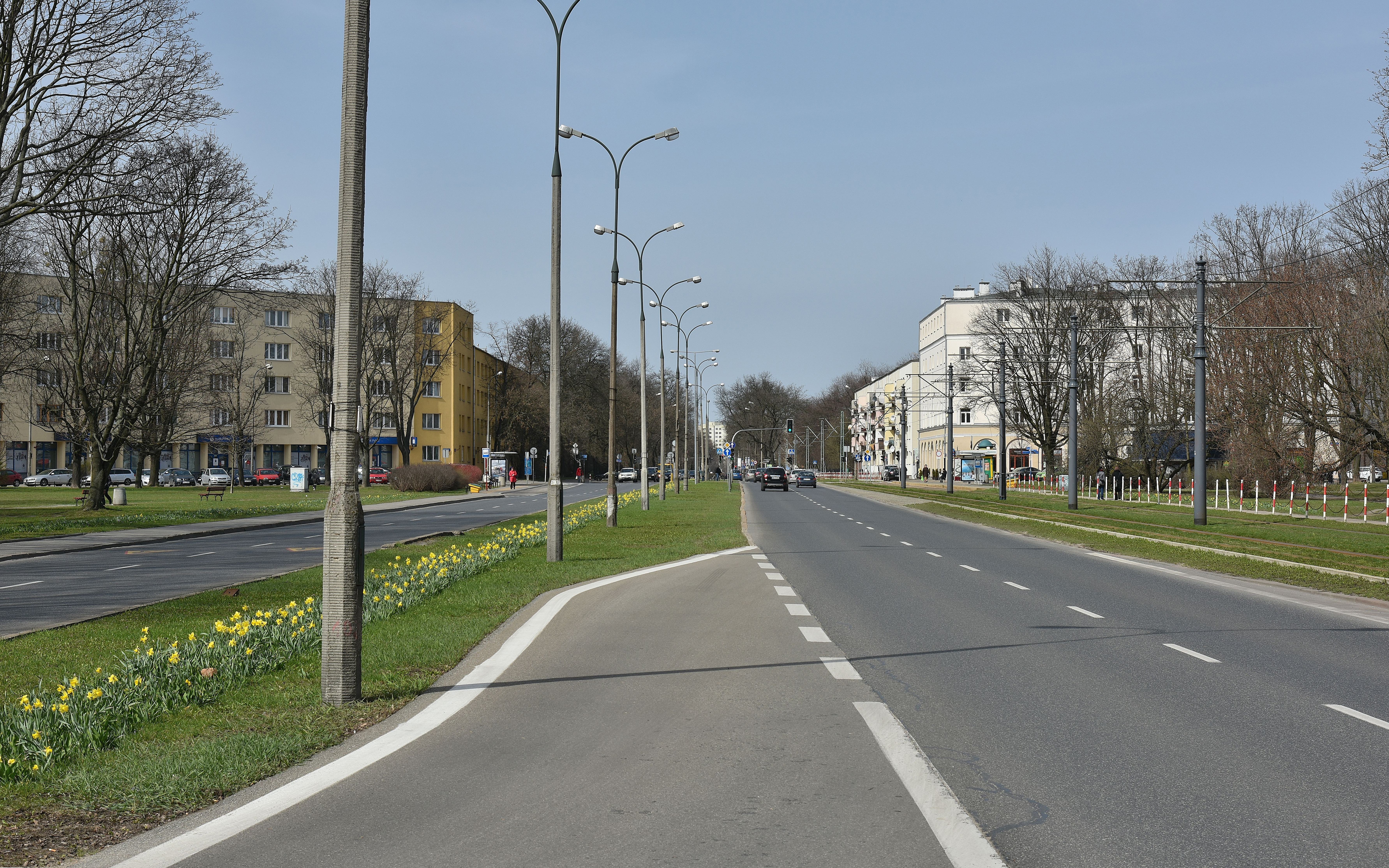
Ulica Adama Mickiewicza w Warszawie. Mieszkanie rodziny Skroczyńskich znajdowało się w żółtym budynku w głębi zdjęcia.

Syn Wilhelminy Skroczyńskiej urodzony 1 stycznia 1922 r. W czasie II wojny światowej mieszkał z matką i siostrą, Marią Skroczyńską-Miklaszewską, przy ulicy Adama Mickiewicza na warszawskim Żoliborzu. Latem 1942 r. wspólnie z nimi ratował Żydów uciekających na aryjską stronę Warszawy przed masowymi deportacjami z miasta. Podczas okupacji niemieckiej w mieszkaniu rodziny Skroczyńskich schronienie znalazło 23 Żydów, m.in.: Janina Szereszewska (później Reizin), czterech członków rodziny Wyszewiańskich, Barbara Baumgarten, Eugenia Chwatt oraz chłopiec zwany Szlomo Grzywacz (później Gazit), który po stłumieniu powstania warszawskiego przeniósł się do Krakowa. Stefan Skroczyński zginął podczas powstania.
4 czerwca 1985 r. został pośmiertnie uznany przez Jad Waszem za Sprawiedliwego wśród Narodów Świata. Wspólnie z nim uhonorowano Wilhelminę Skroczyńską i Marię Skroczyńską-Miklaszewską.